# История Австрии
История Австрии охватывает историю Австрии (нем. Österreich) с каменного века и до настоящего времени. В X веке из герцогства Бавария была выделена Восточная Баварская марка, которая в 996 году получила название Австрии (Ostarrîchi). Первоначально правители марки были вассалами герцогов Баварии, пока в 1156 году император Священной Римской империи Фридрих I Барбаросса не возвёл её в ранг герцогства.
С 1273 по 1918 года правителями Австрии были представители дома Габсбургов, которые в итоге стали императорами Священной Римской империи. В 1806 году император Франц II распустил Священную Римскую империю, образовав из своих родовых владений Австрийскую империю (с 1868 — Австро-Венгерская империя).
После окончания Первой мировой войны империя распалась, а на территориях с преимущественно немецким населением была образована Германская Австрия. По итогам Сен-Жерменского договора в 1919 году была образована Первая Австрийская Республика, просуществовавшая до 1934 года, когда в результате самопереворота в новом Федеративном государстве Австрии утвердилась авторитарная диктатура, часто называемая «австрофашизмом». В 1938 году в результате Аншлюса Австрия была присоединена к Третьему Рейху. После поражения Германии во Второй мировой войне Австрия вошла в состав зоны оккупации союзников. В 1955 году Австрия обрела независимость, на её территории была образована Вторая Австрийская республика.

## Античность

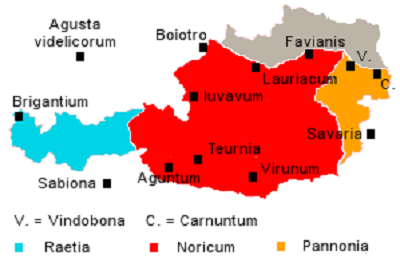
Римские провинции и города на территории Австрии

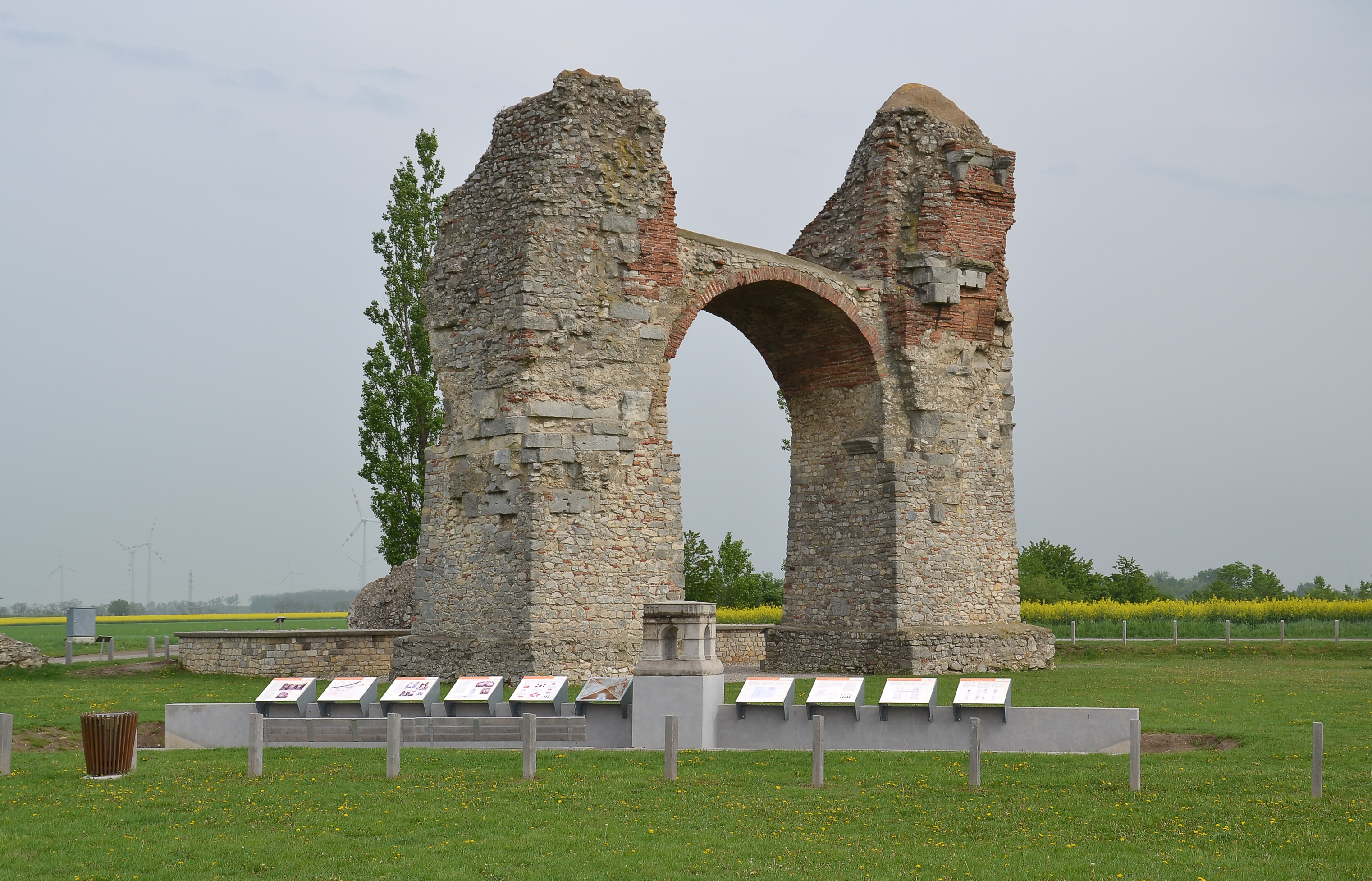
Римские «Языческие ворота» в Карнунте

Первыми исторически засвидетельствованными обитателями территории современной Австрии были иллирийцы. В начале IV века до н. э. на территорию Среднего Подунавья переселились кельты, которые во II веке до н. э. сформировали здесь раннегосударственное образование, получившее название королевство Норик с центром в современном Клагенфурте. Это государство поддерживало союзнические отношения с Древним Римом, что способствовало быстрому распространению римского влияния среди кельтов. В 16 году до н. э. королевство вошло в состав Римской империи, однако ещё некоторое время кельты сохраняли высокую степень независимости под властью собственных князей. Лишь около 40 года н. э. при императоре Клавдии на месте кельтского государства была сформирована римская провинция Норик. Земли к западу от реки Инн вошли в состав провинции Реция (15 год до н. э.), а территория к востоку от современной Вены отошли к провинции Паннония (9 год до н. э.).
В период власти римлян вдоль Дуная была выстроена система укреплений (лимес) и дорог, быстро росли города (Виндобона (Вена) в Паннонии, Вирун (Клагенфурт) и Ювавум (Зальцбург) в Норике, Бриганций (Брегенц) в Реции). Местное население постепенно романизировалось, в города переселялись жители внутренних частей империи. Однако с 167 года на территории Норика развернулись опустошительные Маркоманские войны. В IV веке начались набеги германцев с северного берега Дуная (вестготы (401, 408 год), остготы (406 год), затем — ругии). После падения Западной Римской империи в 476 году на территории Норика сформировалось королевство ругиев, которое, однако, в 488 году было присоединено к государству Одоакра. Население бывших провинций, тем не менее, продолжало сохранять римскую культуру и говорить на диалектах латинского языка (до настоящего времени в горных регионах Швейцарии и Тироля сохранился ретороманский язык).

## Великое переселение народов
В Австрии германскими племенами ругов было образовано королевство Ругиланд которое впоследствии было уничтожено Одоакром. В 493 году Одоакр был разбит остготами и большая часть территорий Норика и Реции вошла в состав Остготской державы. К северу от Дуная с 508 года расселились лангобарды, которые в середине VI века подчинили себе Италию и юг австрийских земель. На освободившиеся территории двинулись бавары с запада и славяне с востока. Реция вошла в состав Баварского герцогства, а на территории от Венского Леса до Юлийских Альп расселились славяне, подчинённые Аварскому каганату с центром в Паннонии. Граница между баварами и славяно-аварскими землями пролегла по реке Энс.

## Христианизация австрийских земель
Вероятно, христианство появилось в Австрии во II веке н. э. благодаря присутствию здесь римских солдат. Во время христианских гонений императора Диоклетиана мученической смертью погиб провинциальный чиновник Флориан. Он был брошен в воды реки Энс близь города Лорх. На месте предполагаемого погребения Флориана позднее был основан монастырь Санкт-Флориан. Святой Флориан и по сей день является очень почитаемым святым.  Древнейшие раннехристианские церкви Австрии располагались в городах Лорх и Энс.
В IV веке появляются первые церковные митрополии: Прибрежный Норик с центром в Лорхе, и Внутренний Норик с центром в Вирине. Епископские резиденции располагались в городах Теурния, Агунт, Вирун и Сабион. Важную роль в дальнейшем распространении христианства в Австрии сыграл святой Северин. С падением Римской империи и уходом из этих земель римского населения завершился первый этап христианизации Австрии.

## Австрийские земли в Средние века

### Карантания

Территория княжества Карантании в 828 году

С конца VI века на территории современной Австрии развернулась борьба между Баварским герцогством и Аварским каганатом. Войны шли с переменным успехом. Романизированное население было вытеснено из восточных областей и сохранилось лишь в районе Зальцбурга. В 623 году славянское население каганата подняло восстание и образовало независимое государство Само. После его распада в 658 году было создано славянское княжество Карантания, включившие территории Каринтии, Штирии и Крайны. В то же время началась активная христианизация населения современной Австрии, на баварской территории было основано епископство Зальцбургское. Постепенное укрепление Баварского герцогства привело к установлению сюзеренитета над Карантанией в 745 году.

### Восточная марка Франкского государства
В 788 году Бавария была разбита Карлом Великим и вошла в состав франкской империи Каролингов. Затем франки обрушились на аваров и к 805 году Аварский каганат пал под ударами Карла Великого. Вся территория Австрии вошла в состав франкской империи.
На завоёванных территориях император Карл создал целую систему марок для охраны границ и подчинения славянского населения (Фриули, Истрия, Каринтия, Крайна, Штирия). На территории современных земель Нижней и Верхней Австрии была сформирована Восточная марка, подчинённая Баварии. В этот период началась активная немецкая колонизация территорий марок и вытеснение славянского населения. В 870-х годах марки были объединены под властью Арнульфа Каринтийского, который в 896 году стал императором.
В конце IX века в Паннонию переселились венгры, которые в 907 году разбили баварского герцога и завоевали территорию Восточной марки. Для борьбы с венграми под власть Баварии были переданы приграничные марки. Однако лишь после победы Оттона I в Лехской битве в 955 году венгры были отброшены, а Нижняя Австрия возвращена под контроль империи. В 960-х годах на освобождённых территориях вновь была создана Восточная марка.

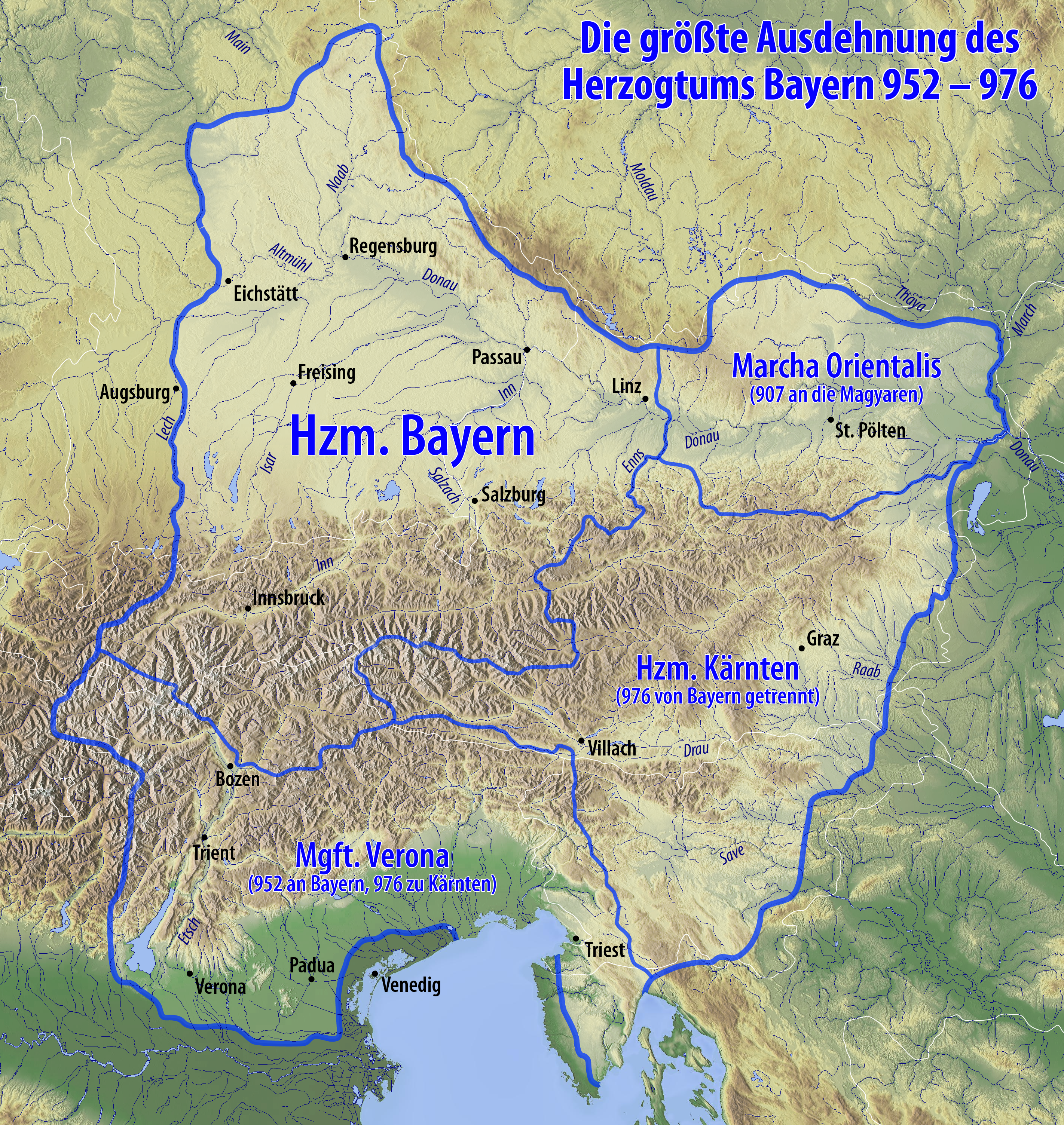
Границы Баварии и марок в X в.

В 976 году маркграфом Восточной марки стал Леопольд I, который основал династию Бабенбергов в Австрии. В 996 году впервые упомянуто старо-немецкое название Ostarrîchi, от которого произошло современное наименование Австрия (нем. Österreich). При преемниках Леопольда I происходило постепенное укрепление государства, усиление его самостоятельности и авторитета среди княжеств империи.
Генезис феодализма в австрийских землях завершился достаточно поздно — к XI веку. К этому времени сложилось сословие феодалов, включающее, помимо графов, широкую прослойку свободных рыцарей-министериалов. Огромное значение приобрела колонизация земель и иммиграция свободного крестьянства и горожан из других областей Германии. В колонизации большую роль сыграла католическая церковь: было основано множество монастырей, в Штирии, Каринтии и Крайне были сформированы обширные церковные владения, выведенные из подчинения местным графам. Закрепощение крестьян в австрийских землях происходило относительно медленными темпами. Основой экономики являлось земледелие, однако с XI века в Штирии приобрели большое значение добыча каменной соли и производство железа. Правители Австрии уделяли большое внимание поощрению торговли, что способствовало тому, что при Генрихе II доходы австрийских монархов уступали среди княжеств империи только Чехии.

### Герцогство Австрия
В 1156 году Австрия была преобразована в герцогство («Privilegium Minus» императора Фридриха Барбароссы). Территория государства медленно расширялась за счет отвоёванных у венгров земель, а в 1192 году на основании Санкт-Георгенбергского договора была присоединена Штирия.
Расцвет Австрийского герцогства пришёлся на время правления Леопольда VI Славного (1198—1230). В это время Вена стала одним из крупнейших городов Германии, а влияние дома Бабенбергов в империи резко усилилось. Однако при Фридрихе II Воителе начались разорительные войны с Королевством Венгрией, а со смертью герцога на поле битвы при Лейте в 1246 году угасла мужская линия Бабенбергов, что привело к междуцарствию и борьбе за австрийский престол между несколькими претендентами.
В 1251 году власть в Австрии перешла к чешскому королю Пржемыслу Оттокару II из династии Пржемысловичей, которому удалось также в 1269 г. присоединить Каринтию и Крайну, образовав тем самым крупное государство от территории Силезии до побережья Адриатики.

### Штирия, Каринтия и Тироль в раннем Средневековье

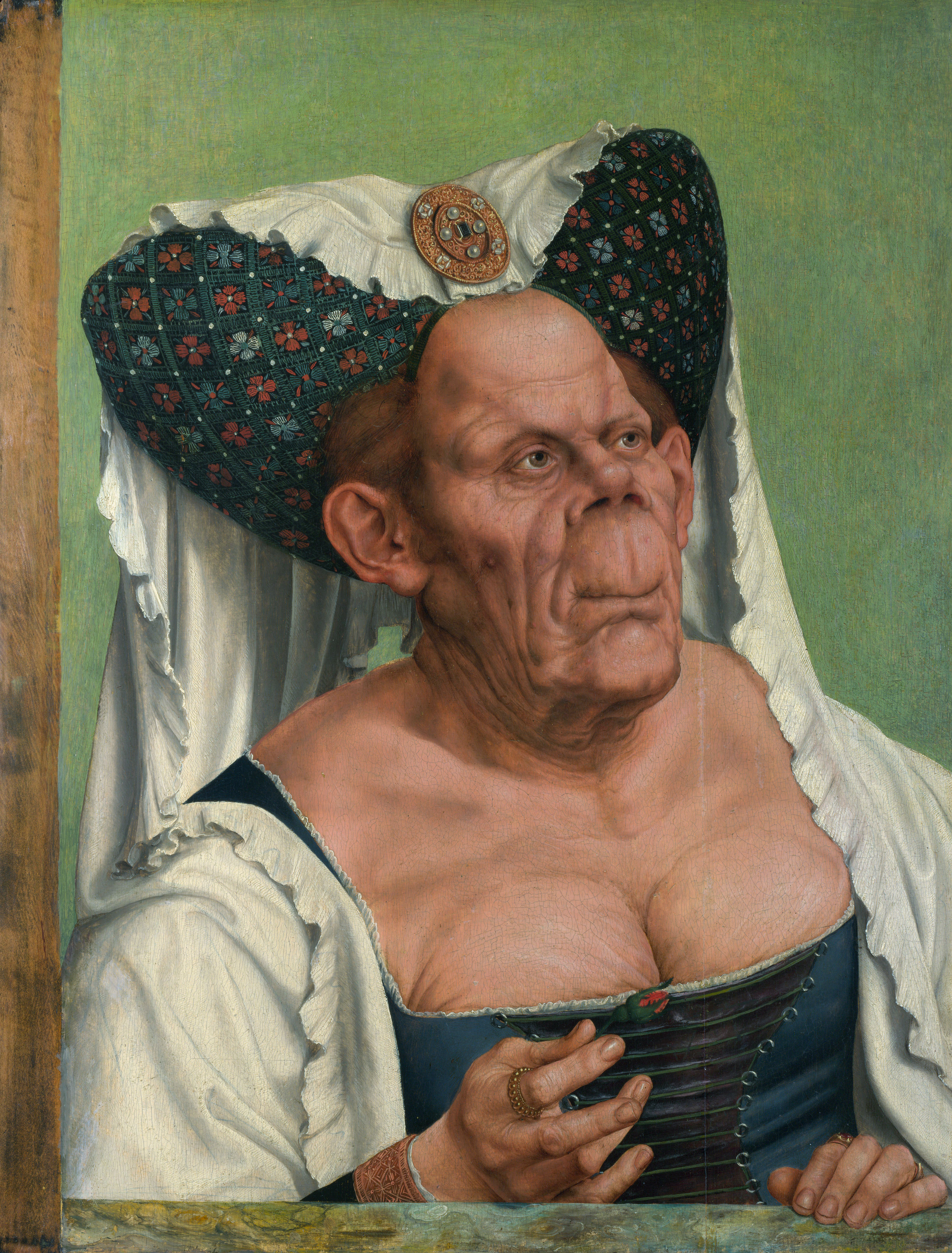
Маргарита Маульташ, последняя графиня Тироля. Портрет-пародия XVI века, Квентин Массейс, Национальная галерея, Лондон

Образованное в 976 году герцогство Каринтия отличалось непрочностью и к началу XII века из его состава выделились новые независимые княжества — Штирия, Крайна, Истрия и ряд приграничных марок. Некоторое укрепление Каринтии произошло в первой половине XIII века в период правления герцогов Бернарда и Ульриха III из династии Спанхеймов: была присоединена Крайна (1248 год) и подчинено епископство Гурк, начался подъём торговли и горного дела.
В 1268 году Каринтия по завещанию Ульриха III перешла к Пржемыслу Оттокару II, а после его поражения от императора Рудольфа I в 1286 году была передана графам Тирольским. По прекращению мужской линии Горицко-Тирольской династии в 1335 году Каринтия перешла под власть австрийских Габсбургов.
Штирия (Карантанская марка) выделилась из состава Каринтийского герцогства в середине XI века в период правления династии Траунгау. Маркграфам Штирии удалось присоединить к своим владениям обширные территории от Дуная (Штайр, Энс) до Дравы (Птуй, Марибор), а в 1180 году Штирия была провозглашена герцогством. Для этого государства было характерно отсутствие крупной аристократии и большое влияние мелких рыцарей — министериалов, которые наряду с городами составляли главную опору власти герцога. В Штирии уже в раннее Средневековье получило широкое развитие горное дело.
После прекращения династии Траунгау, в соответствии с Санкт-Георгенбергским договором 1186 году Штирия была объединена в единое государство с Австрией.
Территория Тироля в X—XI веках попала под власть церковных феодалов: епископов Бриксена и Трента, которые получили от германских императоров широкие судебные, фискальные и торговые привилегии за поддержку в период борьбы за инвеституру. Постепенно, однако, светские феодалы региона усиливали свои позиции: сначала герцоги Меранские, а с начала XIII века — графы Тирольские установили контроль над большей частью Тироля, включая и бывшие церковные земли. С 1253 года графами Тироля стали представители Горицкой династии, которые в 1286 году присоединили к своим владениям Каринтию и Крайну, став одним из наиболее могущественных домов юго-восточной Германии. Тем не менее в 1363 году графиня Маргарита Маульташ передала Тироль Габсбургам. Тироль был включён в состав Австрийской монархии.

## Габсбургская монархия

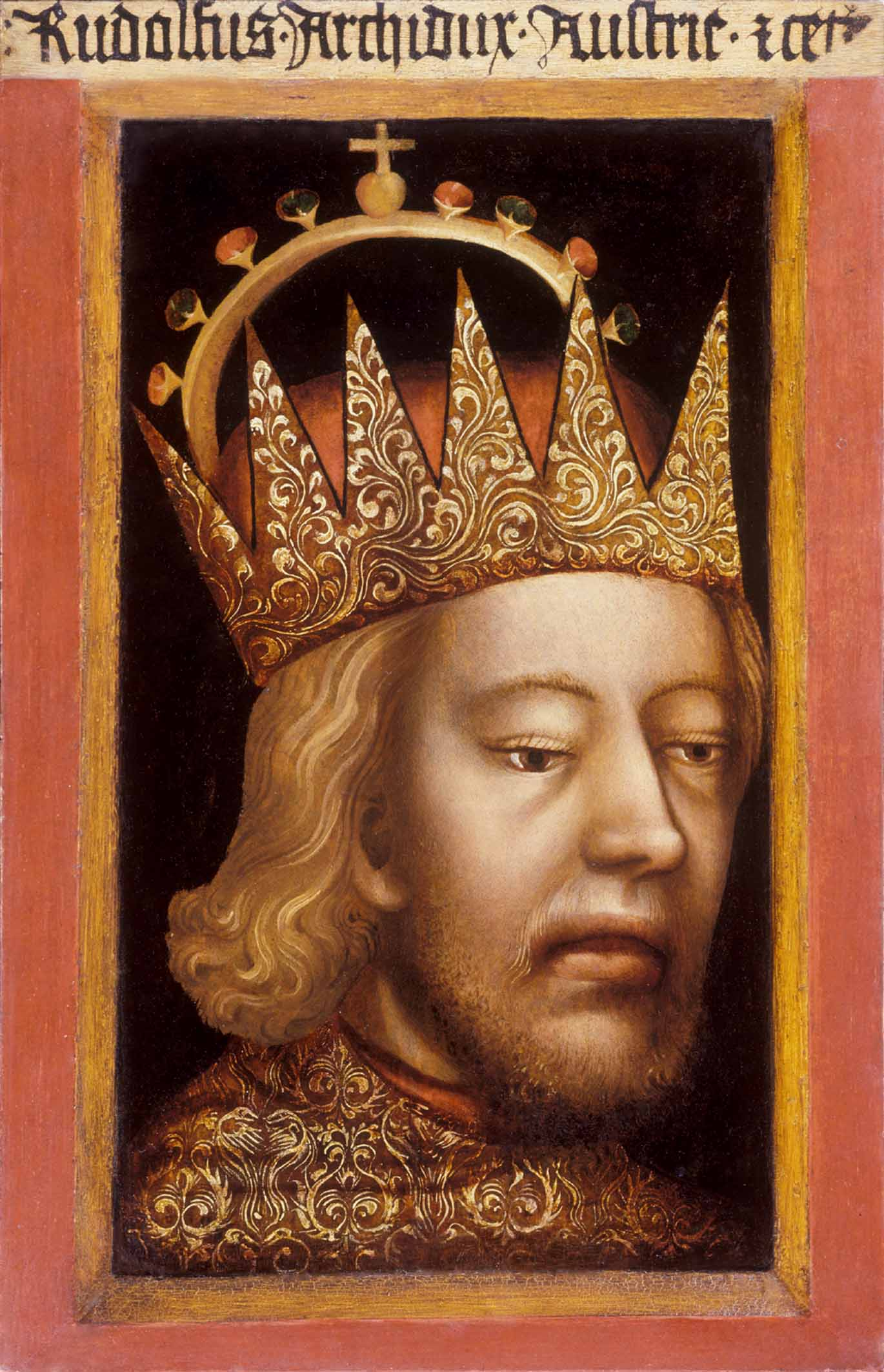
Рудольф IV в короне эрцгерцога. Первый в Западной Европе портрет в полуанфас.

В 1278 году германский король Рудольф I Габсбург разбил чешского короля Пржемысла Оттокара II в сражении на Моравском поле, ранее отняв у него Австрийское герцогство. В 1282 году Австрия вместе со Штирией были переданы детям императора Альбрехту I и Рудольфу II. С этого времени и на протяжении более шестисот лет в Австрии правила династия Габсбургов.
В 1359 году Австрия была самопровозглашена эрцгерцогством, однако формально данное изменение было признано в 1453 году, когда к Габсбургам перешёл императорский престол (с этого времени династия заняла лидирующие позиции в Священной Римской империи).
Уже первые австрийские Габсбурги начали проводить политику по укреплению центральной власти и объединению разрозненных земель в рамках единой монархии. Одновременно происходило расширение территории государства: в 1335 году была присоединена Каринтия и Крайна, а в 1363 году в составе Австрии оказался Тироль. Эти земли составили ядро наследственных владений Габсбургов, тогда как родовые земли династии в Швабии, Эльзасе и Швейцарии быстро потеряли своё значение.
Большое значение для укрепления австрийского государства имело короткое правление герцога Рудольфа IV (1358—1365). Этот монарх составил сборник «Privilegium Maius», в который вошли фальшивые постановления римских и германских императоров, предоставляющие настолько широкие права и привилегии герцогам Австрии, что страна получала фактическую независимость от императора. Хотя «Privilegium Maius» был утверждён лишь в 1453 году, этот документ сыграл важную роль в становлении австрийской государственности и обособления Австрии от остальной Германии.

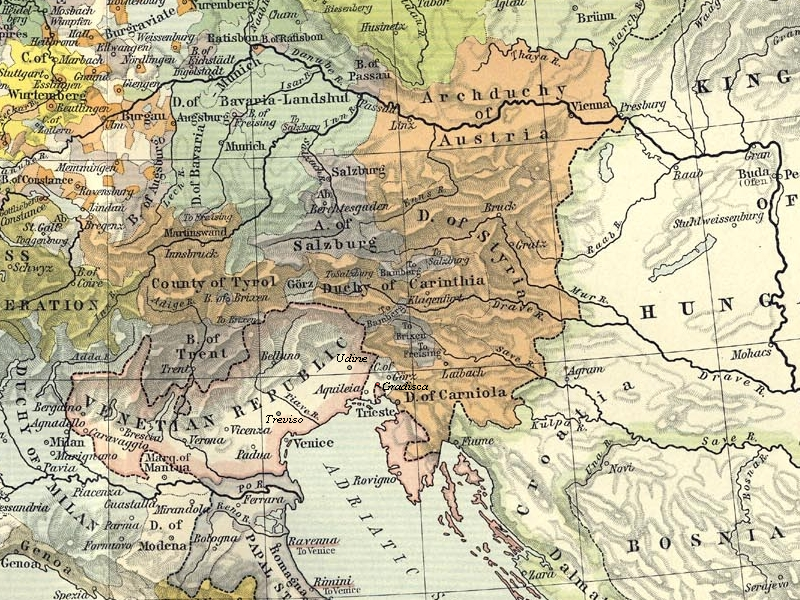
Австрийские земли в 1477 году

Братья Рудольфа IV, герцоги Альбрехт III и Леопольд III, в 1379 году заключили Нойбергский договор, в соответствии с которым владения Габсбургов были разделены между ними. Альбрехт III получил собственно герцогство Австрия на Дунае, тогда как Леопольду III достались все остальные территории государства. В дальнейшем земли Леопольдинской линии продолжали дробиться, в качестве самостоятельных княжеств выделились Тироль и Внутренняя Австрия.
Распад Австрийской монархии сильно ослабил государство и его позиции на международной арене. В этот период были потеряны земли в Швейцарии (после жестокого разгрома австрийской армии швейцарскими ополченцами в битве при Земпахе 1386 года), обострились социальные конфликты (прежде всего в Форарльберге, Тироле и Вене), между различными австрийскими монархами постоянно вспыхивали междоусобицы. Раздробленность была преодолена лишь во второй половине XV века, когда пресеклась Альбертинская (1457 год) и Тирольская (1490 год) линии дома Габсбургов и все австрийские земли были объединены под властью герцога Штирии Фридриха V (1424—1493).
В 1440 году австрийский герцог Фридрих III был избран королём Германии, с 1452 императором Священной Римской империи. С этого времени и до самого конца существования империи Габсбурги постоянно (кроме периода 1742—1745) занимали престол императора. Вена стала столицей Королевства Германии, а Австрийское герцогство — наиболее сильным и влиятельным немецким государством. В 1453 году монарх Австрии получил титул эрцгерцога, впервые введённый ещё в «Privilegium Maius» 1358 года, что почти уравняло его в правах с курфюрстами империи (кроме права участия в избрании императора).
В период правления Фридриха V (император под именем Фридриха III) австрийские земли сильно пострадали из-за многочисленных междоусобных конфликтов в доме Габсбургов, восстаний сословий и войн с венграми. С 1469 года начались набеги турок на территорию Австрии. Власть герцога сильно ослабла. Однако именно в этот период в результате династического брака в 1477 году к Австрии были присоединены обширные земли Бургундского герцогства, включающие богатые Нидерланды и Люксембург, что стало первым шагом к созданию огромной многонациональной державы Габсбургов, чьё рождение относится уже к Новому времени.

### Социально-экономическое развитие в XIII—XV веках
В XIII—XV веках в Австрии завершилось формирование сословного строя. Духовенство, бывшее до XIV века свободным от налогов, постепенно потеряло эту привилегию. В 1452 году Фридрих III получил от папы право обложения церковного имущества. Магнаты, владевшие ленами непосредственно от герцога, в сословном отношении были отделены от общей массы австрийского дворянства (за исключением Тироля). В городах правящий слой составляли крупные торговцы, а также (с XIV века) мастера ремесленных цехов. Бургомистр и часть городского совета назначались герцогом. Различные категории крестьянства (чиншевые, крепостные и полусвободные) постепенно сближались, формируя единое сословие зависимых крестьян. В Австрии, особенно в Тироле и Форарльберге, сохранилось значительное количество свободных крестьян, а в Каринтии — особый слой эдлингов, лично свободных мелких землевладельцев, несущих некоторые повинности в пользу государства.
В XIV веке в австрийских землях возникли первые сословные представительства — ландтаги, в состав которых входили священники, магнаты, дворяне и депутаты городов каждой провинции. В Тироле и Форарльберге в ландтаг избирались также представители свободного крестьянства. Первый созыв ландтага Австрийского герцогства относится к 1396 году. Наиболее сильным являлся тирольский ландтаг, который в период правления эрцгерцога Сигизмунда (1439—1490) добился контроля над правительством и заставил эрцгерцога отречься от престола. В начале XV века австрийские монархи стали периодически созывать объединённые ландтаги для нескольких герцогств, создавая таким образом предпосылки к возникновению единого представительного органа для всей Австрийской монархии.
В период позднего Средневековья в австрийских землях начала бурно развиваться добывающая промышленность (прежде всего в Штирии, Каринтии и Тироле). Активно эксплуатировались железорудные рудники, а также месторождения драгоценных металлов (особенно в Южном Тироле). Возникли первые крупные металлургические предприятия (Леобен), а в XVI веке — капиталистические мануфактуры. Серебряные и медные рудники тирольского графства стали основным источником финансовых поступлений Габсбургов. Однако с XVI века большая часть горной промышленности Тироля перешла под контроль Фуггеров, южнонемецкого банковского дома, кредиторов Габсбургов. Крупнейшим торговым центром австрийских земель стала Вена, контролировавшая торговлю Германии с Чехией и Венгрией.
В XV веке началось складывание системы общественных школ в городах. В 1365 году был основан Венский университет, вскоре ставший одним из важнейших центров высшего образования в Центральной Европе. Немецкий язык всё более активно проникал в администрацию и литературу, в конце XIV века появилась первая австрийская хроника на немецком языке — «Osterreichische Landeschronik». Начала складываться австрийская нация, которая с конца XV века стала постепенно обособляться и противопоставлять себя немецкой.
Одним из крупнейших социальных конфликтов позднего Средневековья в австрийских землях стал «Каринтийский крестьянский союз» в 1470-х годах в Каринтии и Штирии, начавшееся как попытка организации отпора турецким вторжениям и вылившееся в крупное антифеодальное восстание в Верхней Каринтии в 1478 году. В 1514—1515 годах на тех же территориях вспыхнуло и было подавлено восстание Виндского союза.

## Австрия в Новое время

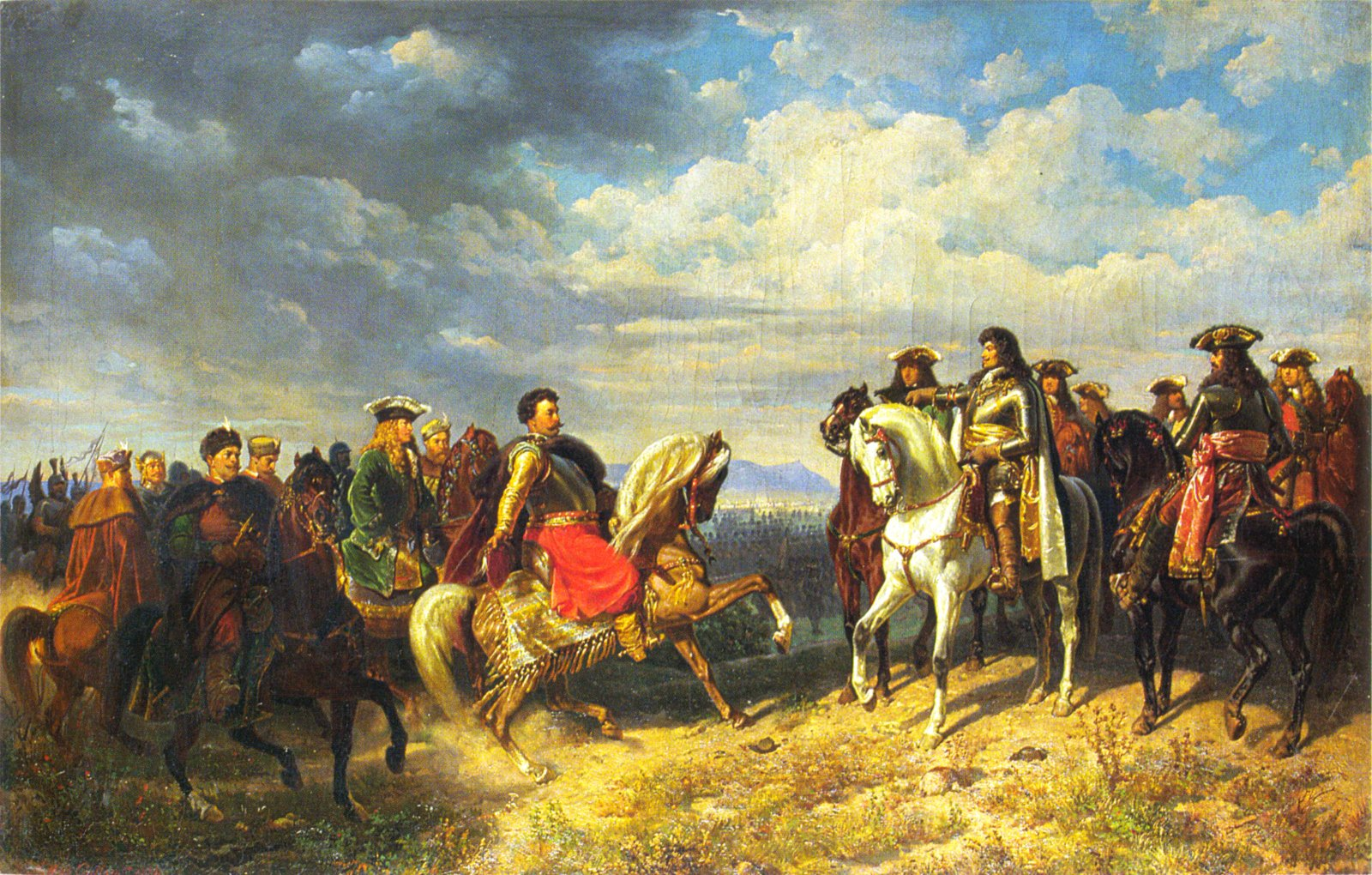
Встреча короля Польши Яна Собеского и Леопольда I после битвы при Вене (1683 год)
Артур Гротгер

- 1438 — австрийский герцог Альбрехт V был избран королем Германии (римским королём) как Альбрехт II.
- 1452—1493 — Фридрих V избранный император Священной Римской империи как Фридрих III.
- 1453 — монарх Австрии Сигизмунд получил титул эрцгерцога, приравняв правителей Вены к семи курфюрстам Первого Рейха.
- 1469 — начало войн с Турцией. Власть герцога сильно ослабла.
- 1483 — Максимилиан I король Германии (римский король).
- 1493 — Максимилиан I Эрцгерцог Австрии
- 1508—1519 Максимилиан I избранный император Священной Римской империи Германской нации.
- 1514—1515 — восстание «Вендского союза».
- 1529 — Осада Вены османским султаном Сулейманом Великолепным, завершившаяся провалом.
- XVI—XVII века — безуспешная Реформация в Австрии
- 1655 — Россию и Речь Посполитую в составе австрийского посольства посетил будущий маршал Австрии, дубровницкий дворянин Франциск Гундулич.
- 1661—1663 — в Россию и Речь Посполитую совершил путешествие австрийский дипломат Августин Мейерберг.
- 1683 — разгром польской королевской армией турок в битве под Веной.
- 1687 — Австрия отвоевывает у турок Венгрию и Трансильванию.
- 1697 — Евгений Савойский одержал блистательную победу над турками.
- 1699 — Карловицкий мир: Венгрия, Хорватия, Трансильвания и Словения закреплены за Австрией.
- 1717 — Евгений Савойский захватил Белград
- 1726 — Австрия и Россия заключили оборонительный союз
- 2 (13) декабря 1732 — в Берлине русский посол граф Левенвольде и имперский посол граф Зекендорф заключили с королём Фридрихом-Вильгельмом договор о совместных действиях в Речи Посполитой, который стал известен, как «Союз трёх чёрных орлов». По договору для противодействия Станиславу Лещинскому и Морицу Саксонскому были выдвинуты кандидатуры португальского инфанта Эммануила и прусского принца Августа Вильгельма. Также решено было выставить войска на границах: 4000 кавалерии от Австрии, 6000 драгун и 14 000 пехоты от России и 12 батальонов и 20 эскадронов от Пруссии. На подкуп магнатов стороны выделяли по 36 000 червонных (около 90 000 рублей). Миссия Лёвенвольде зашла в тупик, когда император отказался закрепить договорённости на бумаге.
- 1772 — присоединение Галиции и Лодомерии.
- 1741—1748 — Война за австрийское наследство

С середины XV века центр Священной Римской империи перемещается в Вену. В XV веке император Фридрих III произносит символическую фразу «Австрия должна править миром». В 1496 году в результате династического брака к землям Габсбургов была присоединена Испания с её владениями в Италии, Африке и Америке (однако испанские земли в состав Священной Римской империи не включались), а в 1500 году Габсбурги унаследовали область Гёрц и Градишка.
Огромные владения династии Габсбургов в 1520 году были разделены на две неравные части, большую из которых составили Испания с колониями и Нидерланды, а меньшую — домен, сложившийся в рамках империи («коренные владения» Габсбургов). Так образовались две наиболее известные ветви династии: испанские и австрийские Габсбурги.
Австрийские Габсбурги продолжили консолидацию территорий вокруг эрцгерцогства. В 1526 году, после гибели короля Богемии и Венгрии, сеймовая комиссия избрала новым королём эрцгерцога Фердинанда I. Став правителем сразу двух новых обширных владений, он тем самым вошёл в ряд влиятельнейших европейских монархов. В следующем году эрцгерцог Австрии был избран и королём Хорватии. Начиная же с 1556 года австрийские Габсбурги почти бессменно (с небольшим перерывом в 1740—1745 годах) занимали трон императора Священной Римской империи.
Территория Венгрии ещё долгое время являлась предметом споров между Габсбургами и Османской империей. Часть венгерской знати избрала королём Яна Запольского, которого поддерживала Османская империя. В 1541 году, после захвата османскими войсками г. Буда, центральная и южная части Венгерского королевства вошли непосредственно в состав Османской империи, а восточная часть стала Княжеством Трансильвания (находилось в вассальной зависимости от Османской империи). Под властью Габсбургов осталась северо-западная часть Венгрии. Полностью земли венгерской короны были включены в состав австрийских владений по Карловицкому миру 1699 года.
В XVI—XVII веках австрийские земли в последний раз разделились между несколькими родами Габсбургов: в 1564 году у австрийской линии остались Австрия, Богемия и часть Венгрии с Хорватией, у штирийской — Штирия, Каринтия и Крайна, у тирольской — Тироль и Передняя Австрия (Форарльберг, Эльзас, который затем отошёл к Франции по Вестфальскому договору 1648 года, и некоторые другие земли на западе Германии). Земли тирольской линии в 1595 году перешли к двум остальным линиям. В 1608—1611 годах австрийские земли были практически объединены, но уже в 1619 году Тироль и Передняя Австрия вновь были определены в отдельное владение. Окончательно австрийские земли были собраны воедино в 1665 году. В России в то время Австрию часто именовали Цесарией (от цесарь — император).
В результате Войны за испанское наследство 1701—1714 годов (последовавшей за пресечением династии испанских Габсбургов) Габсбургам не удалось вернуть все испанские владения, однако к Австрии были присоединены бывшие Испанские Нидерланды (с этого времени называвшиеся Австрийскими Нидерландами) и ряд территорий в Италии (Миланское герцогство, Неаполь и Сардиния, которая была обменена на Сицилию в 1720 году). Война против Османской империи привела к присоединению к Австрии в 1716 году Славонии и части Боснии, Сербии и Валахии.
Вторая треть XVIII в. оказалась менее удачной для Габсбургов. Война за польское наследство завершилась подписанием Венского договора 1738 года, по которому Неаполь и Сицилия были закреплены за династией испанских Бурбонов в качестве объединённого Королевства обеих Сицилий (в качестве компенсации к Австрии отошло Пармское герцогство на севере Италии). Поражение в очередной войне с Османской империей в 1739 году стоило Австрии Белграда с прилегающими районами, а также ранее присоединённых частей Боснии и Валахии. Война за австрийское наследство 1740—1748 годов привела к ещё более серьёзным территориальным потерям: к Пруссии отошла Силезия, а Парма была возвращена Бурбонам.
В 1774 году Османская империя за поддержку в Русско-турецкой войне 1768—1774 годов уступила Австрии часть территории вассального Княжества Молдавия — Буковину. В 1779 году по результатам войны за баварское наследство от Баварии к Австрии была присоединена область Инфиртель. Существенные территориальные приобретения принесли разделы Речи Посполитой: в 1772 году к Австрии отошли Галиция и Лодомерия, а в 1795 году — южная Польша, включая Люблин и Краков.
Хотя фактически Габсбургская монархия довольно длительное время управлялась как централизованное государство, однако формально так и не стала единым политическим образованием. К австрийским владениям относились королевства: Богемия (или Чехия), Венгрия, Галиция и Лодомирия, Далмация, Ломбардия и Венеция, Славония, Хорватия, два эрцгерцогства (Верхняя Австрия и Нижняя Австрия), ряд герцогств: Буковина, Каринтия, Силезия, Штирия и др., Великое княжество Трансильвания, Маркграфство Моравия, а также графства и некоторые другие территории более низкого статуса.
Все они в различные периоды в той или иной степени обладали автономией. Прежде всего, это выражалось в наличии собственных представительных органов (сеймов, ландтагов и т. п., состоявших из представителей крупной знати и городов), компетенция которых сильно варьировалась и с течением времени, и в зависимости от конкретной области. Для управления некоторыми землями могли создаваться отдельные центральные учреждения, а для рассмотрения апелляций на решения соответствующих судов — отдельные центральные судебные органы (например, такие учреждения имелись для Богемии).
Император управлял государственными образованиями в составе империи непосредственно либо через наместников. Влияние местной знати на политику в отношении соответствующего территориального образования ограничивалось непродолжительными периодами. Император мог полностью присвоить себе законодательные функции сейма (ландтага), оставив в его ведении только голосование по привилегиям, мобилизации войск и введению новых налогов. Кроме того, сейм (ландтаг) созывал именно император, причём не будучи связан обязанностью делать это регулярно. В результате представительный орган мог не собираться десятилетиями, принудить же императора к его созыву могли лишь соображения политического характера (угроза социальных волнений, необходимость заручиться поддержкой феодалов или городов, обеспечить военную кампанию и т. п.).
Исторически главными претендентами на особый статус в рамках владений австрийских Габсбургов являлись Венгрия и Богемия. Венгрия изначально занимала особое место среди владений Габсбургов и в течение длительного времени успешно отстаивала свою конституционную автономию. Наследственные права Габсбургов на венгерскую корону были окончательно признаны только в 1687 году на сейме в городе Пресбург.
Освобожденные к 1699 году от османского владычества земли в административном отношении составили несколько областей: собственно Венгрию, Трансильванию (Седмиградье), Хорватию, Банат, Бачку и так называемую Военную границу.
Самовольное распределение Габсбургами освобождённых земель между австрийской и венгерской знатью привело к восстаниям 1703—1711 годов под руководством Ференца II Ракоци, в результате которых по Сатмарскому (Затмарскому) миру 1711 года Венгрии был дан ряд уступок (в частности, предусматривалось замещение государственных должностей венграми). Формально конфликт был окончательно улажен в 1724 году с одобрением венгерского сейма «Прагматической санкции» предложенной австрийским эрцгерцогом, согласно которой Габсбурги управляли Венгрией не в качестве императоров (Священной Римской империи), а как короли Венгрии, а следовательно, подчиняясь её законам. Тем самым реальная уния была преобразована в личную унию. Однако, вопреки положениям Прагматической санкции, на практике Габсбурги продолжали обращаться с Венгрией как с обычной провинцией.
В 1781 году Венгрия, Хорватия и Трансильвания были формально объединены в одно административное образование под именем «Земли короны Святого Стефана» (однако по соглашению с Венгрией Хорватия добилась некоторой автономии). Венгерский сейм был распущен, а в качестве официального языка был провозглашён немецкий.
Через десять лет формально земли венгерской короны были вновь разделены (однако на практике это выразилось в централизации управления и административном подчинении Венгрии Хорватского Королевства). Также был восстановлен венгерский сейм, однако венгерский язык был вновь введён в делопроизводство только в 1825 году.
Земли Богемской короны обладали существенной автономией до Тридцатилетней войны (1618—1648), начавшейся с выступлений чешских протестантов. Поражение чешской армии в битве на Белой Горе 1620 года и последовавшая «католическая реформация» привели к фактическому уравниванию Богемии с обычными владениями габсбургского дома (то есть с землями, которыми Габсбурги владели на правах наследования, а не вследствие династических союзов). В 1627 году для Чехии было издано так называемое Новое земское уложение. Уложение сохранило сейм, но законодательную власть передала королю (то есть эрцгерцогу Австрии), заменило традиционное гласное и устное судопроизводство тайным письменным, отменило использование в судах обычного права, уравняло немецкий язык с чешским при использовании в судопроизводстве.
Впоследствии Богемия с переменным успехом пыталась возвратить автономию (в частности, чешский сейм в 1720 году одобрил «Прагматическую санкцию»). Однако до середины XIX в. в отношении Чехии доминировала политика онемечивания (так, с 1784 года официальным языком стал немецкий, на нём же должно было осуществляться преподавание в гимназиях и Пражском университете).

## Австрийская империя
- 1805 — Битва под Аустерлицем: разгром русско-австрийской армии Наполеоном.
- 1813 — Битва народов под Лейпцигом
- 1848 — Революция 1848—1849 годов в Австрийской империи, подавленная с помощью русских войск.
- 1848—1916 — правление Франца-Иосифа
- 1866 — Австро-прусская война: поражение австрийцев, роспуск Германского союза, инициатива объединения Германии переходит к Пруссии.

Наполеоновские войны ознаменовались для Австрии ощутимыми территориальными потерями. По Кампоформийскому миру 1797 года Австрийские Нидерланды вошли в состав Франции, а Ломбардия (Милан) — в состав созданной Наполеоном Цизальпинской Республики. При этом почти все земли Венецианской Республики, включая Истрию и Далмацию, были закреплены за Австрией.
Однако по Пресбургскому миру 1805 года Австрия согласилась передать Истрию и Далмацию — Франции, Тироль — Баварии, а Венецианскую область — Итальянскому Королевству (в качестве компенсации к Австрии отошло Зальцбургское Великое Герцогство).
В 1809 году по Шенбруннскому миру Зальцбург отошёл к Баварии, Каринтия и оставшиеся земли на Адриатическом побережье — к Франции (были включены в состав «Иллирийских провинций»), Тарнопольская область — к Российской империи, а территории, приобретённые по третьему разделу Польши, — к Варшавскому Герцогству.
В августе 1806 года австрийский император Франц II отрёкся от престола Священной Римской империи, и та прекратила существование (эрцгерцог принял титул императора Австрии в 1804 году после провозглашения Наполеона императором французов; таким образом, в течение двух лет австрийский монарх являлся императором двух империй).

Венский конгресс

Венский конгресс 1814—1815 годов возвратил Австрии большую часть утраченных земель. В состав империи вновь вошли Тироль, Зальцбург, Ломбардия, Венеция, «Иллирийские провинции», Тарнопольская область. Краков был объявлен вольным, независимым и нейтральным городом под покровительством России, Австрии и Пруссии.
В этот период австрийская культура достигла значительных успехов, особенно в музыке — Моцарт и Гайдн. Основными соперниками Австрии были Франция и Турция. Войска именно этих государств в разное время штурмовали Вену. За счёт бывших турецких владений территория Австрии распространилась на юг и восток (Венгрия, Трансильвания, Словения и Хорватия), а в сражениях с армиями Наполеона австрийцы как терпели сокрушительные поражения, так и одерживали славные победы (Битва народов).
В 1846 году в Австрии разразился экономический кризис: множество предприятий обанкротилось, резко выросла безработица и упала платёжеспособность населения, в некоторых крестьянских регионах начался голод. Правительство не предпринимало энергичных мер для выхода из кризиса.

### Революция 1848 года
В 1848 году в Австрийской империи произошли революционные выступления. Задачами революции было установление гражданских прав и свобод, ликвидация феодальных пережитков. Помимо глубокого кризиса политической системы поводом к революции послужили межэтнические противоречия в многонациональном государстве, стремление народов империи к культурно-политической автономии. Фактически революция, начавшаяся в Вене, вскоре распалась на несколько отдельных национальных революций в разных частях империи.
В апреле 1848 года, вскоре после начала антимонархических выступлений, император Фердинанд I был вынужден ввести первую для страны Конституцию. Согласно ст. 1 Конституции все земли Австрийской империи составляли нераздельную конституционную монархию. В перечне этих земель (ст. 2) отсутствовали Венгрия и Ломбардия-Венеция. В качестве парламента Конституция 1848 года предусматривала двухпалатный Рейхстаг, однако его верхняя палата — Сенат — так и не была создана, а нижняя палата (палата депутатов) получила статус временного «Учредительного Рейхстага», который должен был подготовить проект новой конституции.
Венгрия получила свою Конституцию (также в апреле 1848 года), предусматривавшую широкую автономию (вплоть до права иметь собственную национальную гвардию). Однако дискриминационная политика властей королевства в отношении невенгерских народностей вызвала восстание в Хорватии. Временный наместник императора, назначенный в Венгрию, был убит, венгерский сейм вначале отказался подчиниться императорскому решению о роспуске.
Новый император Франц Иосиф I распустил Рейхстаг и вместо подготовленного последним проекта обнародовал 4 марта 1849 года собственный вариант Конституции. В этой так называемой Мартовской Конституции также провозглашалась незыблемость и нераздельность империи, но в состав последней на этот раз были включены все земли (Венгрия в их числе). Земли, представленные в Имперском совете (Рейхсрате), в Конституции 1849 года получили название коронных.

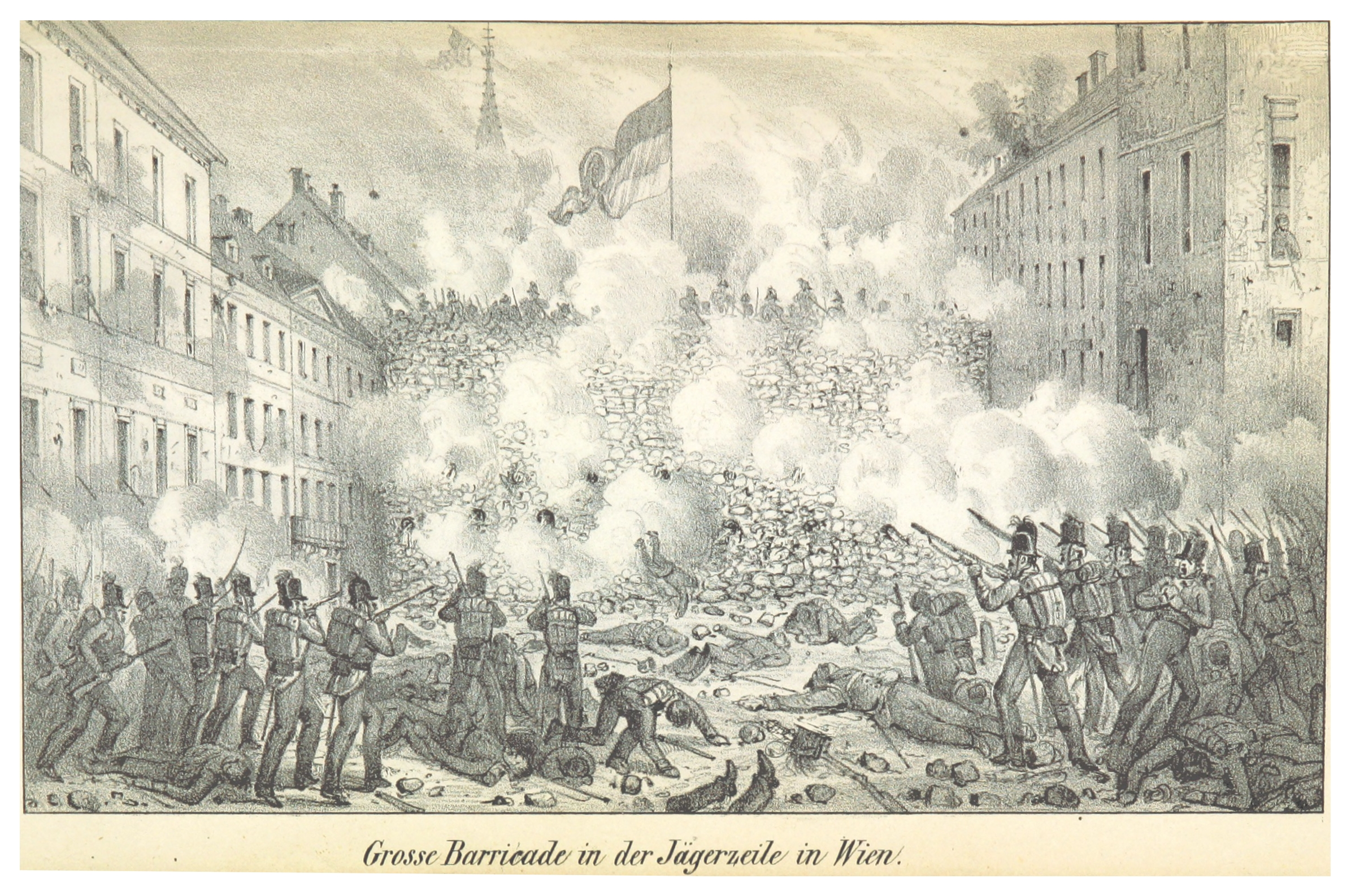
Бои в октябре 1848 года в Вене

Включение Венгрии в состав Австрийской империи противоречило «Прагматической санкции», связывавшей унию исключительно с династией Габсбургов, и в ответ венгерский сейм объявил о лишении габсбургской династии венгерской короны (то есть о расторжении унии) и провозгласил республику.
После подавления революции (содействие в этом оказала Россия) Венгрия была лишена парламента, её традиционное территориальное деление на комитаты было ликвидировано, во главе Венгрии был поставлен назначенный императором губернатор, а в Трансильвании было введено военное управление. Как Королевство Хорватия, так и Королевство Славония стали коронными землями, отдельными от Венгрии. Из областей Банат и Бачка и части венгерских и славонских земель в 1848 году было образовано Сербское воеводство (с 1849 года — воеводство Сербия и Тамиш-Банат) в ранге коронной земли.
Недолгой оказалась и история австрийской Конституции 1849 года. Согласно императорскому декрету от 31 декабря 1851 года она была признана недействительной, а ландтаги были заменены на совещательные комитеты из дворян и крупных землевладельцев.

## Австро-Венгрия(1867—1918)

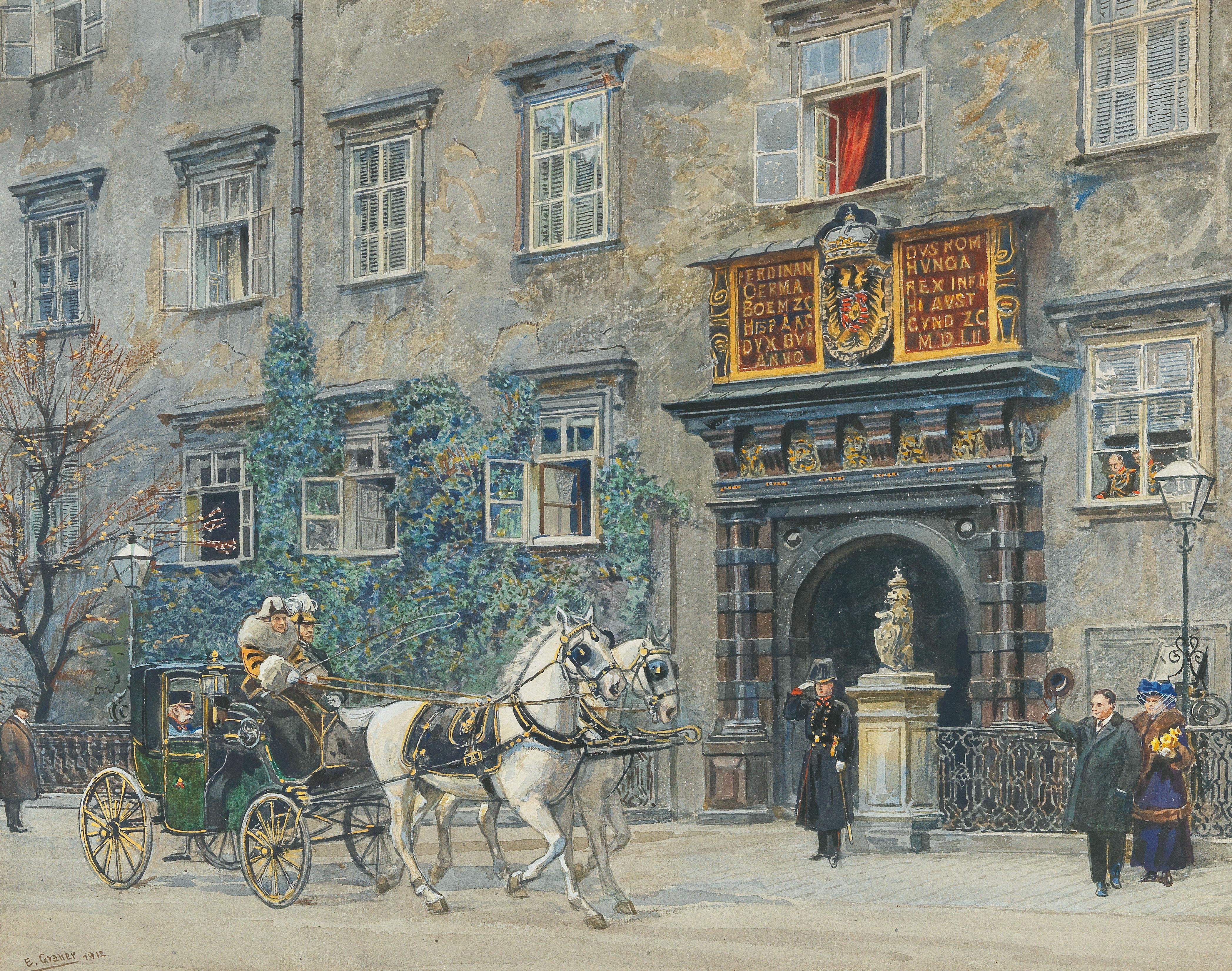
Выезд императора Франца Иосифа из Хофбурга

В 1867 году Австрийским императором была издана конституция, провозглашавшая Австрию конституционной дуалистической цензовой монархией, законодательным органом становился Имперский совет (Reichsrat), состоявший из Палаты лордов (Herrenhaus), состоявший из титулованного дворянства, и Палаты представителей (Abgeordnetenhaus), избиравшейся выборщиками на основе имущественного ценза по мажоритарной системе в 2 тура, главой государства — наследственный Император, исполнительным органом — Министерство (Ministerium), назначавшееся Императором и нёсшее перед ним ответственность.
Наиболее влиятельной партией стала Христианско-социальная партия. В 1907 году на выборах в Палату представителей было введено всеобщее избирательное право, Христианско-социальная партия сохранила своё влияние, но вровень с ней стала Социал-демократическая партия Австрии.

### Первая мировая война
- 1914 — убийство наследника австро-венгерского престола эрцгерцога Франца Фердинанда в Сараево и начало Первой мировой войны.
- 1916 — Брусиловский прорыв.

К началу 1918 года, Австро-Венгрия находилась в крайне тяжёлом положении. Блокада страны со стороны Антанты, низкий урожай и снижение поставок продовольствия повлекли за собой голод и напряженную ситуацию в стране. В феврале того же года на военно-морской базе в Которе вспыхнуло восстание, которое было мгновенно подавлено властями страны. Вскоре руководители восстания были казнены.
Ещё в самом начале Первой мировой войны, среди народов Австро-Венгерской империи росли сепаратистские настроения. Чехи, словаки, поляки и южные славяне создали свои национально-патриотические комитеты. Спустя год, Франция, Великобритания, Россия и США признали эти эмигрантские группы в качестве правительства, но лишь де-факто.

## Первая республика
11 ноября 1918 года Кайзер Австрии и Король Венгрии Карл I декларировал своё самоустранение от царствования над Австрией, 12 ноября 1918 года Рейхстаг упразднил монархию и Палату Лордов, провозгласил Империю Австрия Республикой Немецкая Австрия (Republik Deutschösterreich) и частью Германской Империи, что автоматически повлекло разрыв австро-венгерской унии и ликвидацию Австро-Венгрии. В тот же день Рейхсрат принял «Закон о государственной форме и форме правления Немецкой Австрии» (Gesetz über die Staats- und Regierungsform von Deutschösterreich), согласно которому для принятия конституции назначались выборы в Конституционное Национальное Собрание (Konstituierende Nationalversammlung), до его созыва временным законодательным органом становилось Временное Национальное Собрание (Provisorische Nationalversammlung), в которое вошли все члены Рейхсрата созыва 1911 года, избранные от немецкой части Австрии, временным исполнительным органом стал Государственный Совет (Staatsrat), во главе с статс-канцлером (Staatskanzler), которым стал социал-демократ Карл Реннер.
16 февраля 1919 года прошли выборы в Национальное Конституционное Собрание, первое место на которых получила Социал-демократическая рабочая партия Австрии, второе место с небольшим отрывом — Христианско-социальная партия. 14 марта Национальное Конституционное Собрание приняло законы о народном представительстве и о государственном правительстве, согласно которым законодательным органом становилось Национальное Конституционное Собрание, исполнительным органом Государственное Правительство (Staatsregierung).

Разделение Австро-Венгрии

10 сентября 1919 года был подписан Сен-Жерменский мирный договор, Австрии было запрещено воссоединение с Германией, она признавала независимость Чехословакии и Венгрии. Нижняя Штирия, Славония, Далмация и Хорватия передавались Королевство сербов, хорватов и словенцев, Трансильвания и Буковина — Королевству Румыния. При этом Австрия получала от Венгрии Бургенланд без Шопрона. 21 октября 1919 года договор ратифицировало Конституционное Национальное Собрание, изменив название государства на «Республика Австрия».
При распаде Австро-Венгрии ландтаг Каринтии 25 октября 1918 года принял решение о неделимости Каринтии. Но отряды словенцев из самопровозглашенного Государства словенцев, хорватов и сербов попытались вторгнуться в Каринтию, начались их столкновения с отрядами образованной Народной армии Австрии (de:Volkswehr). Лишь 19 января 1919 года было подписано перемирие, согласно которому граница между Австрией и Королевством сербов, хорватов и словенцев (Югославией) проходила по линии, на которой были остановлены бои. Однако 29 апреле 1919 года, когда стало ясно, что Королевство СХС не получит тех территорий в Каринтии, на которые рассчитывало, перемирие было нарушено словенскими отрядами и бои продолжились до июня 1919 года. 10 октября 1920 года был проведён плебисцит в юго-восточной Каринтии, на основании которого эта территория осталась в составе Австрии. В тот же день Конституционное Национальное Собрание приняло Федеральный конституционный закон, провозглашавший Австрию демократической парламентской республикой, учредивший Федеральное Собрание (Bundesversammlung) в качестве законодательного органа, состоящего из Федерального Совета (Bundesrat) и Национального Совета (Nationalrat), должности Федерального Президента (Bundespraesident), Федерального Канцлера (Bundeskanzler) и федеральных министров (Bundesminister) и федеральное правительство (Bundesregierung).

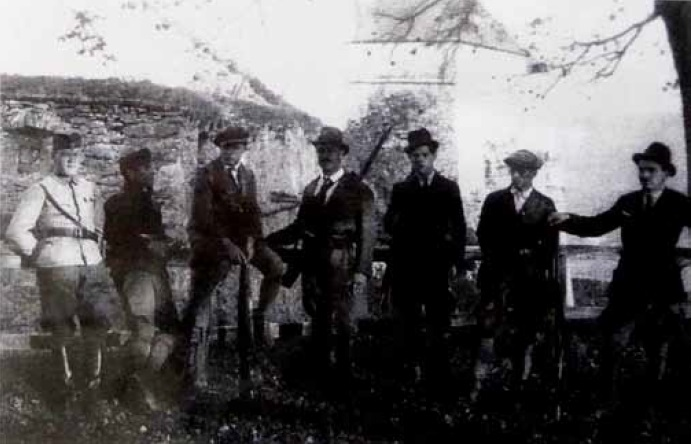
Венгерские боевики в Форхтенштайне

Фактическое занятие Бургенланда 28 августа 1921 года австрийской полицией и пограничниками было остановлено в тот же день венгерскими боевиками при военной поддержке Венгрии. С помощью итальянского дипломатического посредничества кризис был почти решён осенью 1921 года, когда Венгрия решила разоружить боевиков. Но был назначен референдум об объединении части территорий Бургенланда с венгерским населением, включая Эденбург (Шопрон), являвшийся столицей Бургенланда, с Венгрией. Референдум проходил с 14 по 16 декабря 1921 года и, согласно итогам, большинство проголосовало за присоединение к Венгрии. Австрия же итоги референдума ставила под сомнение, и в итоге Венгрия сохранила за собой лишь Шопрон.

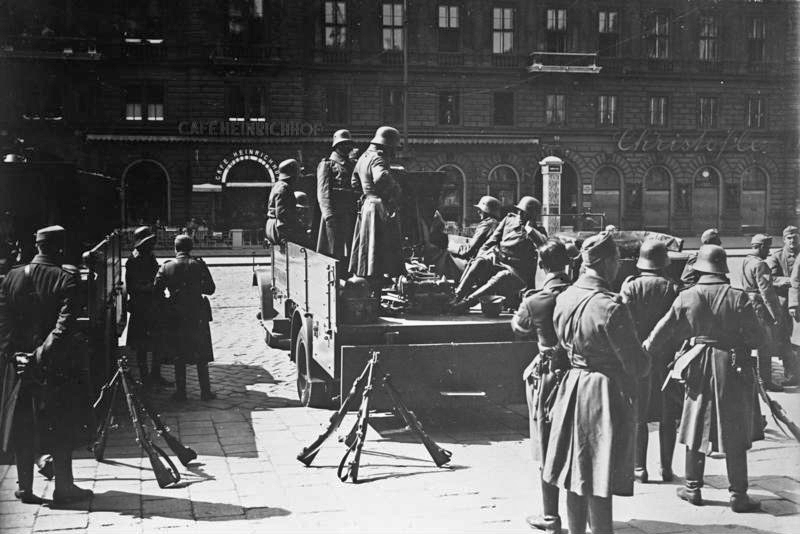
Солдаты в Вене во время подавления восстания в феврале 1934 года

С 1920 по 1933 год все канцлеры Австрии были членами Христианско-социальной партии, так же как и президенты с 1928 до 1933 года. Несмотря на долговременное пребывание у власти одной партии, стабильности это австрийской политике отнюдь не прибавило. Страну то и дело будоражили постоянные стычки между левой (Республиканский шуцбунд, нем. Republikanischer Schutzbund) и правой (Союз защиты родины, нем. Heimwehr) политическими военизированными группировками. В 1927 году левые провели массовые акции протеста, поводом для которых послужило оправдание судом правых радикалов, обвинённых в убийстве мужчины и ребёнка. Эта масштабная акция левых сил известна в истории как Июльское восстание 1927 года. В итоге мятеж удалось подавить лишь при помощи жёстких действий полиции, в результате которых погибло большое число протестовавших. Однако, несмотря на все правительственные меры, эскалация насилия в стране не прекращалась до начала 1930-х, когда канцлером стал Энгельберт Дольфус.
20 мая 1933 года был создан Отечественный фронт, Христианско-социальная партия фактически перестала существовать.
12 февраля 1934 года обыск в штаб-квартире социал-демократов в Линце спровоцировал вооруженное боестолкновение между правительственными силами и боевиками запрещённых левых организаций. Конфликт охватил крупные города Австрии, прежде всего Вену, где левые боевики забаррикадировались в рабочих кварталах. К 16 февраля все очаги восстания были подавлены. Правительство провело массовые аресты, была запрещена и разгромлена социал-демократическая партия и связанные с ней организации, в стране фактически была установлена однопартийная система.
Устранив социал-демократов и профсоюзы с политической сцены, правительство Дольфуса консолидировало союз консервативных сил и церкви. 30 апреля—1 мая 1934 года состоялось последнее в истории первой республики собрание законодателей, полностью подконтрольных режиму Дольфуса, на котором была принята так называемая Майская конституция.

## Австрофашистский период
Конституция, одобренная 1 мая 1934 года, заменила государственный лозунг первой республики «Австрия — демократическая республика. Право принадлежит народу» лозунгом сословного клерикального государства (Ständestaat): «Во имя Бога Всемогущего, дарующего все права, австрийский народ получил эту конституцию для своего христианского немецкого союзного государства, построенного на сословном принципе» (нем. Im Namen Gottes, des Allmächtigen, von dem alles Recht ausgeht, erhält das österreichische Volk für seinen christlichen deutschen Bundesstaat auf ständischer Grundlage diese Verfassung).

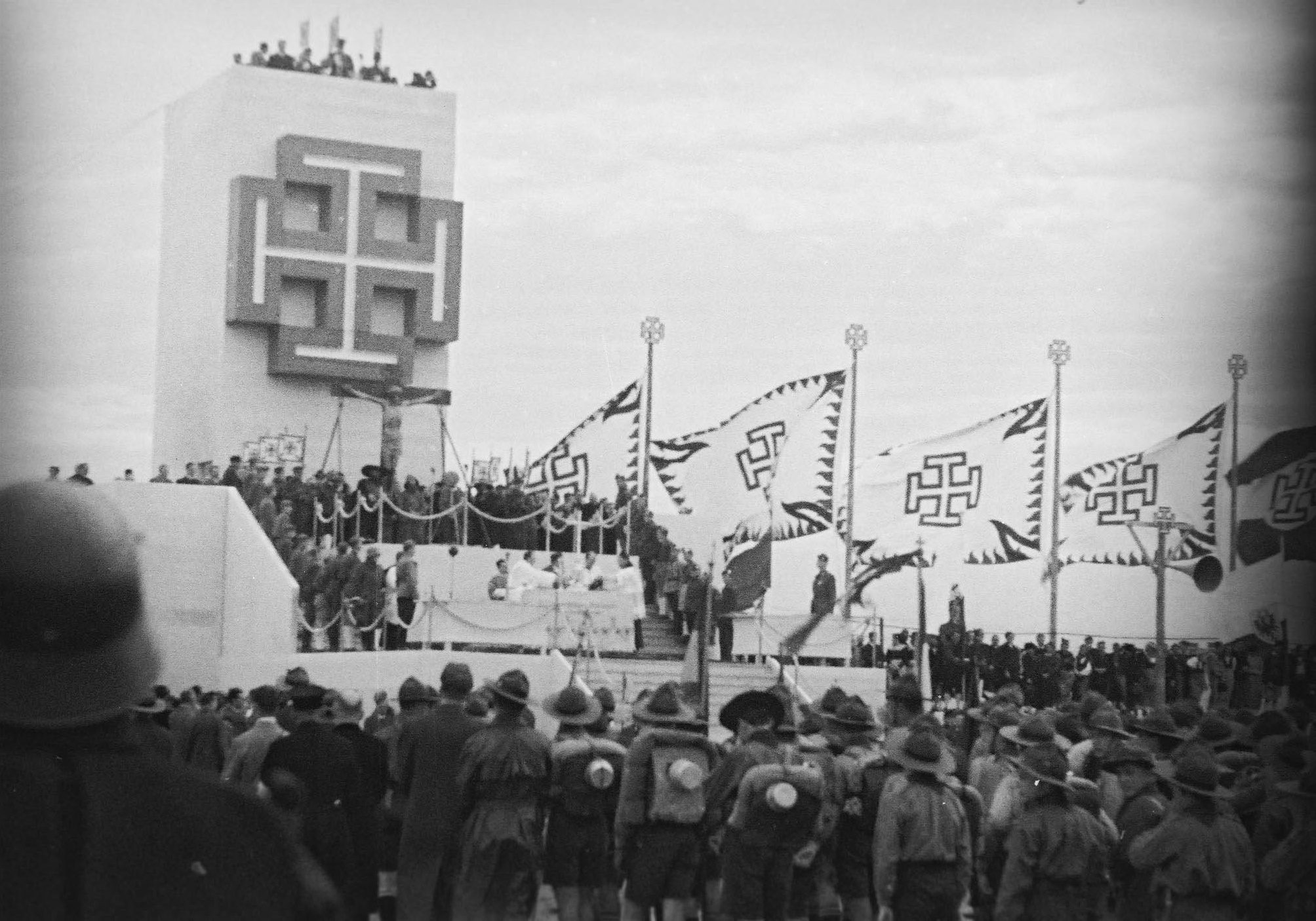
Митинг австрофашистов, 1936 год

В июле 1934 года Дольфус был убит боевиками австрийских СС. Это событие вызвало бурю эмоций в соседней Италии, во главе которой находился фашистский диктатор Бенито Муссолини. Дуче подозревал Германию в организации убийства Дольфуса и пообещал военную помощь австрофашистскому правительству в случае вторжения немецких войск. Во многом обеспокоенность Муссолини была вызвана тем, что нацисты Германии выдвигали претензии на итальянскую провинцию Тироль, большинство в которой составляли этнические немцы. Благодаря поддержке со стороны Италии австрийское государство избежало угрозы насильственного присоединения к Германии ещё в 1934 году.
Следующим австрийским канцлером стал Курт Шушниг. После 1934 года австрийское правительство оказалось под всё более сильным давлением со стороны нацистской Германии. Ситуация усугубилась ослаблением поддержки со стороны Бенито Муссолини, взявшим курс на сближение с Адольфом Гитлером. 11 июля 1936 года Шушниг был вынужден заключить с правительством Германии так называемое «Июльское соглашение» (de:Juliabkommen). Согласно ему были помилованы нацисты, заключённые в австрийских тюрьмах, после чего получили возможность заниматься политикой: например, Артур Зейсс-Инкварт стал членом Государственного Совета (Staatsrates). В ответ Германия отменила так называемый «Барьер тысячи марок» (de:Tausend-Mark-Sperre) — взимавшийся при выезде в Австрию сбор, сильно вредивший австрийской туристской индустрии. Начиная с 1937 года нацистам разрешили вступать в Отечественный фронт. В результате несмотря на то, что деятельность нацистской партии в Австрии по-прежнему оставалась под запретом, в действительности национал-социалисты получили легальное прикрытие для своей организации. 12 февраля 1938 года Шушниг и Гитлер подписали так называемое Берхтесгаденское соглашение (de:Berchtesgadener Abkommen), по которому национал-социалисты получили возможность свободно заниматься политической деятельностью и полноправно входить в правительство. Так, Зейсс-Инкварт уже в феврале был назначен министром внутренних дел и безопасности.

## Присоединение к Германии

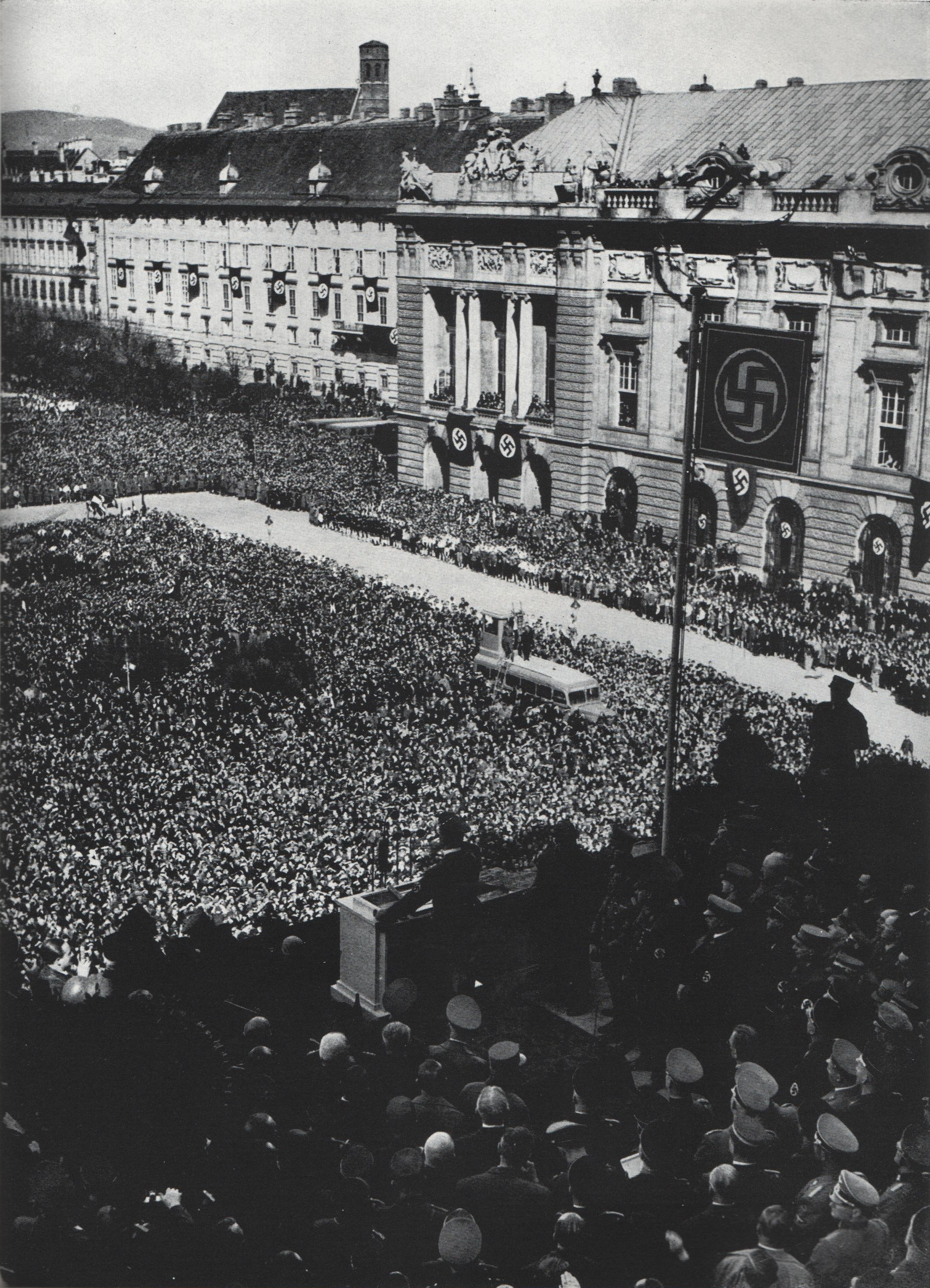
Жители Вены приветствуют Адольфа Гитлера.

В 1938 году Гитлер добился одобрения Италией его планов по аннексии Австрии, и тут же открыто заявил о намерении взять власть в соседнем государстве в свои руки. Шушниг, пытавшийся любым способом избежать войны с немцами, назначил референдум по вопросу о присоединении к Германии. У него оставалась последняя надежда на то, что мнение народа сможет изменить ситуацию в пользу сохранения суверенитета Австрии. Гитлера явно не устраивал подобный ход событий, и он потребовал немедленной отставки Шушнига, который был вынужден в итоге подчиниться.
11 марта канцлер передал свои полномочия лидеру австрийских нацистов Артуру Зейссу-Инкварту, а уже на следующий день в страну были введены немецкие войска. 13 марта 1938 года произошло её присоединение к нацистской Германии (аншлюс), а земли Австрии были преобразованы в Рейхсгау Вена, Рейхсгау Верхний Дунай, Рейхсгау Нижний Дунай, Рейхсгау Каринтия, Рейхсгау Зальцбург, Рейхсгау Штирия, Рейхсгау Тироль-Форарльберг, управляемые назначаемыми рейхсканцлером Германии наместниками.

## В составе Третьего рейха
После аншлюса были введены в действие немецкие расовые законы, по которым евреи лишались гражданских прав. Согласно этим законам евреями в Австрии считались 220 тысяч человек. Началась эмиграция евреев. До начала войны уехало по разным данным от 109 060 до 126 445 евреев, в том числе такие знаменитости как Зигмунд Фрейд и Имре Кальман. В стране осталось от 58 000 до 66 260 евреев. Эмиграция из рейха была запрещена в октябре 1941 года. В результате Холокоста погибло по разным данным от 60 до 65 тысяч австрийских евреев, то есть почти все, кто не уехал до войны. В Австрии действовал концлагерь Маутхаузен.
Конкордат с Ватиканом был отменён германской стороной. Католическая церковь подвергалась гонениям со стороны нацистских властей. В это время были закрыты многие католические монастыри, образовательные учреждения Католической Церкви. Многие верующие Католической Церкви в это время активно сопротивлялись нацистам. Символом гражданского неповиновения стал Франц Ягерштеттер, открыто заявлявший о своём неприятии нацистских взглядов.
Население Австрии в целом не противодействовало «аншлюсу» и организованного сопротивления нацизму не оказывало вплоть до апреля 1945 года. «Аншлюс» увеличил территорию Германии на 17 %, население — на 10 %, посевные площади — на 10 %. Офицерский корпус австрийской армии практически полностью перешёл в вермахт. После 1938 года добыча нефти в Австрии выросла в 36 раз, производство алюминия — в 4 раза. В последние годы войны австрийская промышленность производила до 9 000 самолётов в год, более 10 000 танков и бронемашин, свыше 12 000 орудий. В нападении Германии на СССР приняли участие 17 дивизий, сформированных из австрийцев.
Освобождение восточных районов Австрии началось в ходе Венской наступательной операции советскими войсками 2-го и 3-го Украинских фронтов. Штурм Вены начался 6 апреля 1945 года, 13 апреля сопротивление нацистов было сломлено. С 15 апреля по 9 мая 1945 года Красная Армия продолжала очищать Австрию от немецких войск в ходе Грацско-Амштеттенской операции. С 9 по 13 мая войска советского 3-го Украинского фронта принимали на территории Австрии капитуляцию немецких войск и вели боевые действия против тех из них, которые прорывались в американскую зону оккупации. Полностью советские и американские войска установили соприкосновение между собой к 12 мая. До 24 мая советские войска прочёсывали местность и ликвидировали разрозненные группы (иногда численностью в несколько тысяч военнослужащих) вермахта и венгерских войск.
Западная Австрия была освобождена англо-американскими союзниками в ходе Центрально-Европейской операции.
Всего в составе гитлеровской армии были убиты около 280 тысяч австрийцев, около 100 тысяч пропали без вести и до 600 тысяч попали в плен. В результате англо-американских бомбардировок Вены погибли около 15 тысяч жителей австрийской столицы.

## Вторая республика

### Период оккупации войсками союзников
Московская декларация 1943 года стран-союзников по антигитлеровской коалиции признала присоединение Австрии к германскому рейху недействительным. После падения нацистского режима по решению союзников Австрия была восстановлена как государство в довоенных границах, но была разделена на четыре зоны оккупации: американскую, британскую, советскую и французскую. Советская зона включала северо-восток страны, где были расположены многие заводы и нефтяные месторождения. Американская зона располагалась на севере и западе; британская — на юге, французская — на юго-западе. Вену, которая находилась внутри советской зоны, также разделили на четыре оккупационных сектора, причём старый центр (внутренний город) находился под совместным контролем всех четырёх союзных держав. Причиной решения об оккупации Австрии стал её двойственный статус — она была одновременно и жертвой и пособником гитлеровской агрессии.
27 апреля 1945 года было создано Временное правительство, в состав которого вошли представители Социалистической партии (бывшей Социал-демократической), Народной партии (бывшей Христианско-социальной) и коммунистов, канцлером стал ветеран социал-демократии Карл Реннер, уже занимавший этот пост. В сентябре 1945 года были разрешены политические партии, крупнейшими из которых стали Социалистическая партия Австрии (СПА) и Австрийская народная партия (АНП). В мае—декабре 1945 года действовала временная конституция, в декабре было восстановлено действие Федерального конституционного закона 1920 года. 25 ноября 1945 года были проведены выборы в Национальный совет Австрии, АНП получила 85 мест в парламенте, СПА — 76, коммунисты 4 места (в последующем это соотношение сил мало изменялось, коммунисты потеряли все свои места в 1959). После парламентских выборов была сформирована большая коалиция АНП и СПА, просуществовавшая до 1966 года, канцлером стал лидер АНП Леопольд Фигль, Карл Реннер был избран президентом.

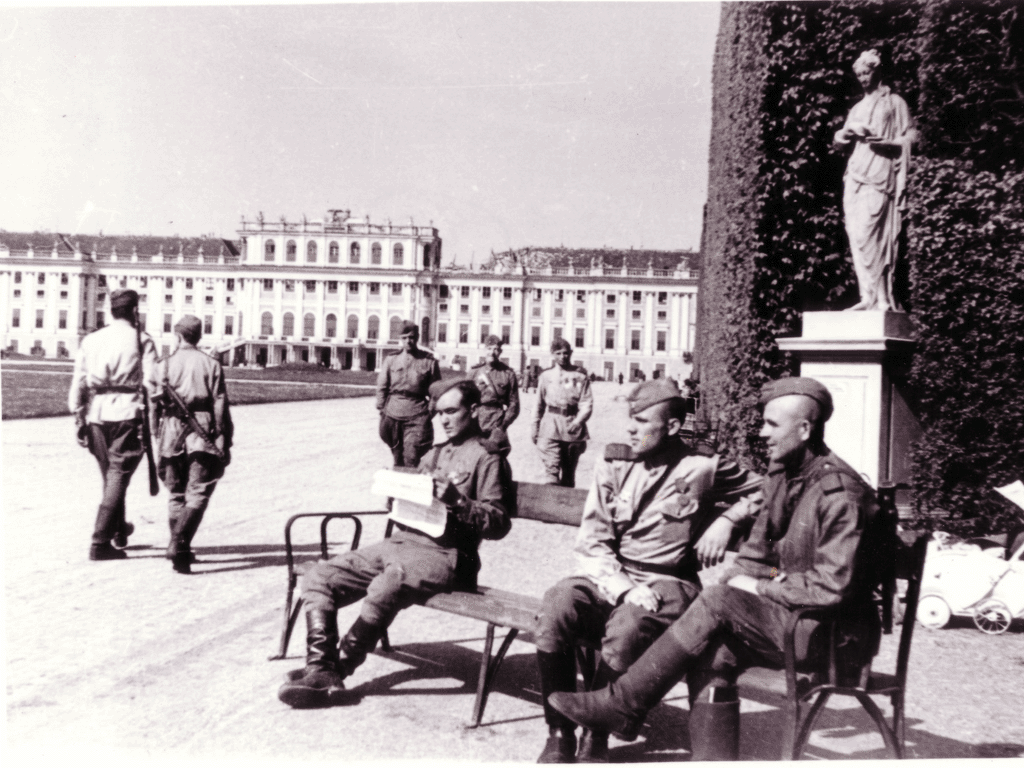
Советские солдаты в парке дворца Шёнбрунн, 1945 год

В 1945 году экономика Австрии пребывала в состоянии хаоса: разрушение и обнищание, вызванные войной, наплыв беженцев и перемещенных лиц, переход военных предприятий на выпуск мирной продукции, сдвиги в мировой торговле и наличие границ между зонами оккупации союзников — всё это создавало, казалось бы, непреодолимые препятствия на пути восстановления экономики. В течение трёх лет большинство жителей австрийских городов отчаянно боролось за выживание. Оккупационные власти помогали в организации снабжения продуктами.
Полномочия австрийского правительства расширялись постепенно. На все принятые парламентом Австрии законы до их официального опубликования федеральное правительство Австрии получало разрешение от Союзнической комиссии. Австрия обязана была нести издержки содержания оккупационных войск.
30 ноября 1945 года оккупационными властями была осуществлена первая денежная реформа. Денежная эмиссия перешла под австрийский контроль 7 марта 1946 г. В 1946—1947 была проведена национализация трёх крупнейших австрийских банков (в том числе Creditanstalt) и почти 70 концернов в сфере промышленности (угледобывающих, сталелитейных, энергетических, машиностроительных) и речного транспорта.
19 ноября 1947 правительство осуществило новую реформу. Каждому домашнему хозяйству разрешалось в ходе денежной реформы обменять 150 старых шиллингов на новые из расчёта один к одному. Остальные наличные деньги менялись на новые из расчета три к одному. Благодаря этому на 40 % был сокращён объём денежной массы. Одновременно цены стали в основном свободными рыночными, хотя по ряду категорий товаров первой необходимости (продовольствие, транспорт, энергоносители) бюджетные дотации некоторое время сохранялись. С этого момента в стране стал постепенно исчезать черный рынок. В 1948 году благодаря хорошему урожаю нормирование продуктов было смягчено, а два года спустя отменено.
США предоставили Австрии несколько кредитов на сумму $200 млн (в основном продуктами и промышленным оборудованием). Дополнительно по плану Маршалла в 1948—1949 гг. Австрия получила более $200 млн (40 % импорта шло за счет этих кредитов, в основном израсходованных на продовольствие и сырье для промышленности), а в 1949—1950 гг. ещё $250 млн. Цены с 1945 по 1951 г. выросли в семь раз. В полной мере финансовая стабильность была обеспечена к 1951 г. В течение 1950-х гг. среднегодовой рост цен составил лишь 5,8 %, а в 1960-х гг. снизился до 3,6 %.
С восстановлением экономики началось и возрождение культуры. В Вене основные усилия были сосредоточены на восстановлении собора св. Стефана, завершившемся в 1960 году. В 1955 были вновь открыты оперный театр и «Бургтеатр». Второй оперный театр, в Зальцбурге, был открыт в 1960. Карл-театр, сильно пострадавший при авианалёте, был снесён в 1951 году.
В 1947 году начались переговоры о заключении мирного договора. К концу 1947 года США, Великобритания и Франция освободили всех находившихся в их лагерях военнопленных. До конца 1947 года в Винер-Нойштадт прибыло около 162 000 военнопленных из СССР. Последний поезд с военнопленными согласно официальным данным прибыл из Советского Союза 25 июля 1955 года.

### Восстановление суверенитета и рост авторитета в мире
15 мая 1955 года в Вене во дворце Бельведер между союзными оккупационными силами (СССР, США, Великобритания, Франция) и австрийским правительством был подписан Австрийский государственный договор (Декларация о независимости Австрии). Он вступил в силу 27 июля 1955, после чего войска союзников были выведены из страны 25 октября 1955 года. 26 октября 1955, правительство утвердило федеральный конституционный закон, провозгласивший постоянный нейтралитет Австрии и исключавший возможность присоединения к каким-либо военным союзам или создание иностранных военных баз в Австрии. С 1965 года 26 октября отмечается в Австрии как национальный праздник — день республики.
В период 1957—1965 годов президентом Австрии избран социалист А. Шерф. Во время его президентства было заключено соглашение между СССР и Австрией о взаимных поставках товаров на 1958—1960 годы.
Нейтральная Австрия приобрела большой авторитет в мире и стала местом расположения штаб-квартир ряда международных организаций и местом проведения международных встреч.
- В 1955 году Австрия вступила в ООН.
- В 1957 г. Вена избрана местом постоянного пребывания Международного агентства по атомной энергии (МАГАТЭ).
- 20 ноября 1959 года в Стокгольме на конференции министров финансов Австрии, Дании, Великобритании, Норвегии, Португалии, Швеции и Швейцарии подписывается конвенция об образовании Европейской ассоциации свободной торговли (ЕАСТ).
- В 1964 в Инсбруке состоялись IX зимние Олимпийские игры.
- С 1 сентября 1965 года в Вене располагается Секретариат ОПЕК. 21 декабря 1975 года штаб-квартира ОПЕК подверглась нападению террористов.
- В конце 1969 года Италия и Австрия достигли соглашения, по которому Южный Тироль получал права расширенной автономии, возрастало влияние тирольцев на национальную политику в провинции, немецкий язык получал соответствующий статус и признавалось немецкое название территории.
- В 1971 экс-министр иностранных дел Австрии Курт Вальдхайм избран Генеральным секретарём ООН, а в 1976 году переизбран на второй срок.
- В 1976 году в Инсбруке состоялись XII зимние Олимпийские игры.
- В 1981 году в Москве подписана долгосрочная программа развития и углубления экономического, научно-технического и промышленного сотрудничества между СССР и Австрией на 1981—1990 годы.
- В 1984 году Австрия избрана непостоянным членом Совета Безопасности ООН на 1985—1986 годы.

На парламентских выборах 1966 года АНП получила абсолютное большинство мест в нижней палате парламента и впервые с 1945 года сформировала однопартийное правительство во главе с канцлером Йозефом Клаусом. На парламентских выборах 1970 года относительное большинство мест в нижней палате получила Социалистическая партия и при поддержке либеральной Австрийской партии свободы (АПС), сформировала правительство меньшинства во главе с канцлером Бруно Крайским, одним из наиболее авторитетных деятелей Социалистического интернационала. На парламентских выборах с 1971 до 1979 года СПА получала абсолютное большинство мест в нижней палате, правительство возглавлял Б. Крайский. (Ультраправые и неонацистские силы с конца 1960-х по конец 1980-х группировались вокруг маловлиятельной, но активной Национал-демократической партии, которую возглавлял Норберт Бургер).
Выборы, в апреле 1983 года, лишили СПА абсолютного большинства мест в парламенте. Крайский ушёл из большой политики, правительство «малой коалиции» СПА и АПС возглавил социалист Фред Зиновац.
В 1986 году Курт Вальдхайм был выдвинут кандидатом в президенты Австрии от АНП. За два месяца до выборов обнаружились документы, свидетельствовавшие о том, что в годы Второй мировой войны он служил в Греции и Югославии, а также о том, что югославская комиссия по военным преступлениям требовала его выдачи по обвинению в причастности к расправе в Козаре. Тем не менее Вальдхайм был избран 4 мая президентом Австрии и пробыл на этом посту один шестилетний срок. Годы президентства Вальдхайма осложнены ухудшением отношений с рядом стран: Израиль в то время отозвал своего посла в Австрии. Кроме того, Вальдхайму пришлось отказаться от визитов в США и ряд европейских стран.
Ф. Зиновац в июне 1986 ушёл в отставку с поста канцлера в знак протеста против избрания Вальдхайма президентом. Канцлером стал социалист Франц Враницкий. В сентябре 1986 года новым лидером Партии свободы был избран Йорг Хайдер, известный своими радикальными националистическими взглядами. Из-за принципиального отказа сотрудничать с Хайдером Враницкий разорвал коалицию. По результатам выборов, состоявшихся в ноябре 1986, Враницкий сформировал кабинет «большой коалиции», состоящей из представителей двух крупнейших сил в стране — СПА и АНП. «Большая коалиция», возглавляемая канцлерами—социалистами, находилась у власти до февраля 2000 года, ею в 1987—1999 гг. была осуществлена программа широкомасштабной приватизации государственных предприятий. Таким образом, страна отказалась от наследия послевоенного периода ради динамизации экономического развития в изменившихся условиях последней четверти XX века. Основными покупателями продаваемых государством акций стали иностранные транснациональные корпорации, которые приступили к осуществлению структурной перестройки. Число занятых на перешедших под их контроль предприятиях сократилось на 33-35 %. Резко сократилась доля продукции первой стадии переработки, если в середине 60-х гг. объём продукции машиностроения превосходил объём продукции металлургии в 2,8 раза, то в 1999 г. — уже в 4,1 раза.

### Современная Австрия
В мае 1989 года венгерские войска приступили к демонтажу 218-километрового забора из колючей проволоки на границе Венгрии с Австрией. Так в буквальном смысле началась ликвидация «железного занавеса». 19 августа 1989 года тысячи граждан ГДР воспользовались форумом Панъевропейского движения в городе Шопрон, неподалёку от австро-венгерской границы для бегства в Австрию (Европейский пикник).
В 1990 Австрия стала отходить от политики нейтралитета, внеся поправки к Государственному договору, которые позволяли развивать сотрудничество с германскими вооружёнными силами. Во время войны в Персидском заливе Австрия была единственным нейтральным государством, разрешившим пролёт над своей территорией самолётов союзников. Во время операции НАТО против Сербии в 1999 году Австрия открыла своё воздушное пространство для полётов самолётов НАТО.
В начале 1990-х был разрешён давний спор между Италией и Австрией по поводу автономии немецкоязычного населения в Южном Тироле. Правительства Австрии и Италии приняли и ввели в действие пакет мер по обеспечению автономии. В 1995 году страна вступила в Евросоюз и участвует в силах быстрого реагирования ЕС и программе НАТО «Партнёрство во имя мира».
После краха коммунизма в Восточной Европе Австрия столкнулась с проблемой нелегальной иммиграции и в 1990 году ввела ограничение на въезд иностранных рабочих. На этой волне усилились позиции ультраправой Австрийской партии свободы Йорга Хайдера. Триумф АПС пришёлся на 1999 год — на парламентских выборах партия смогла достичь результата в 27,22 % (52 места), тем самым заняв второе место и опередив одного из фаворитов политической арены — АНП. Это был лучший результат в истории АПС и худший в истории АНП и Социал-демократической партии (с 1991 СПА вернулась к прежнему названию). После парламентских выборов 1999 АНП в 2000 сформировала коалиционное правительство с АПС Хайдера под руководством канцлера Вольфганга Шюсселя, лидера АНП. Это решение вызвало бурю возмущения в Европе, и страны Евросоюза даже на несколько месяцев ввели дипломатические санкции на федеральное правительство Австрии.
На парламентских выборах в ноябре 2002 АНП добилась относительного большинства, завоевав 42,27 % голосов. АПС, на этот раз смогла завоевать лишь 10,16 % голосов. Коалиция была сохранена. В апреле 2005 Йорг Хайдер и группа видных деятелей АПС покинули свою партию и создали новую — «Альянс за будущее Австрии». Эта новая партия стала младшим партнёром в правительственной коалиции, заменив АПС.
На парламентских выборах в октябре 2006 СДПА получила 68 мест, АНП — 66, АПС и Зелёные — по 21, «Альянс за будущее Австрии» Хайдера — 7 мест. СДПА и АНП сформировали правительство «большой коалиции», руководимое социал-демократом Альфредом Гузенбауэром. Правительство «большой коалиции» осталось у власти после выборов 2008 и 2013 годов, несмотря на потерю голосов СДПА и АНП. Канцлером с декабря 2008 по май 2016 года являлся социал-демократ Вернер Файман.